# Page (Nebraska)
Page je selo u američkoj saveznoj državi Nebraska. Prema popisu stanovništva iz 2010. u njemu je živjelo 166 stanovnika.